# ميلان فوكوفيتش
ميلان فوكوفيتش هو لاعب كرة قدم صربي في مركز الهجوم، ولد في 28 أبريل 1988 في جمهورية يوغوسلافيا الاشتراكية الاتحادية. لعب مع سلافيا براغ ونادي بونر ونادي بيترزالكا ونادي كلادنو ونادي يابلونتس.

## وصلات خارجية
- ميلان فوكوفيتش على موقع قاعدة بيانات كرة القدم.إي يو (الإنجليزية)
- ميلان فوكوفيتش على موقع عالم كرة القدم.نت (الإنجليزية)